# Hendrik Gijsmans

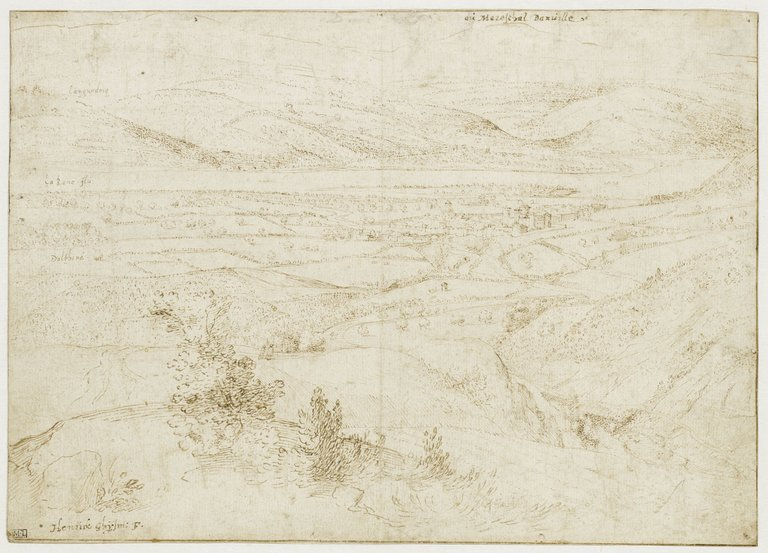
Vue de Saint-Vallier par Hendrik Gijsmans, école flamande, Fonds des dessins et miniatures, Louvre, RF 55292, Recto

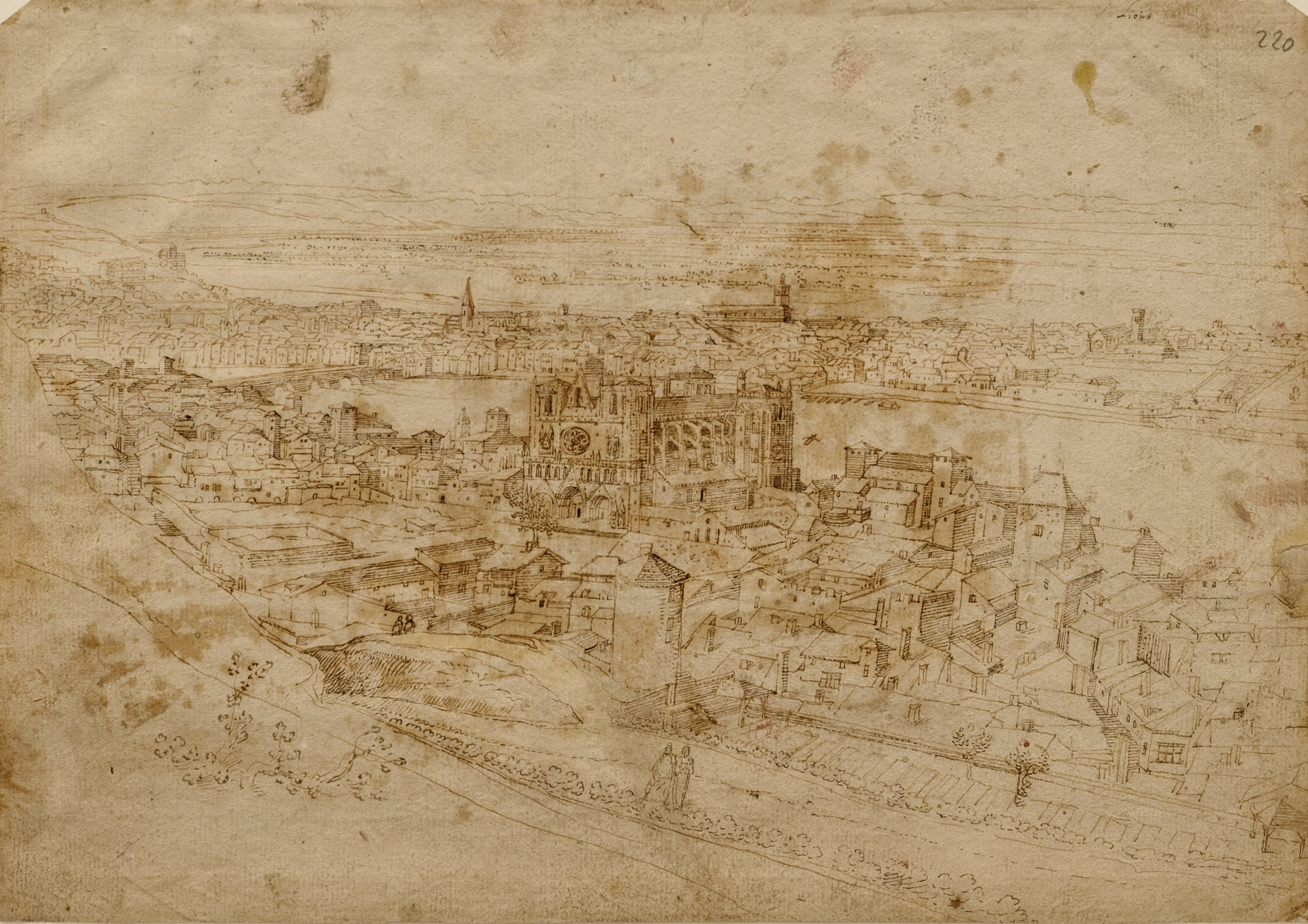
La Cathédrale Saint-Jean à Lyon vue depuis la colline de Fourvière, plume et encre brune

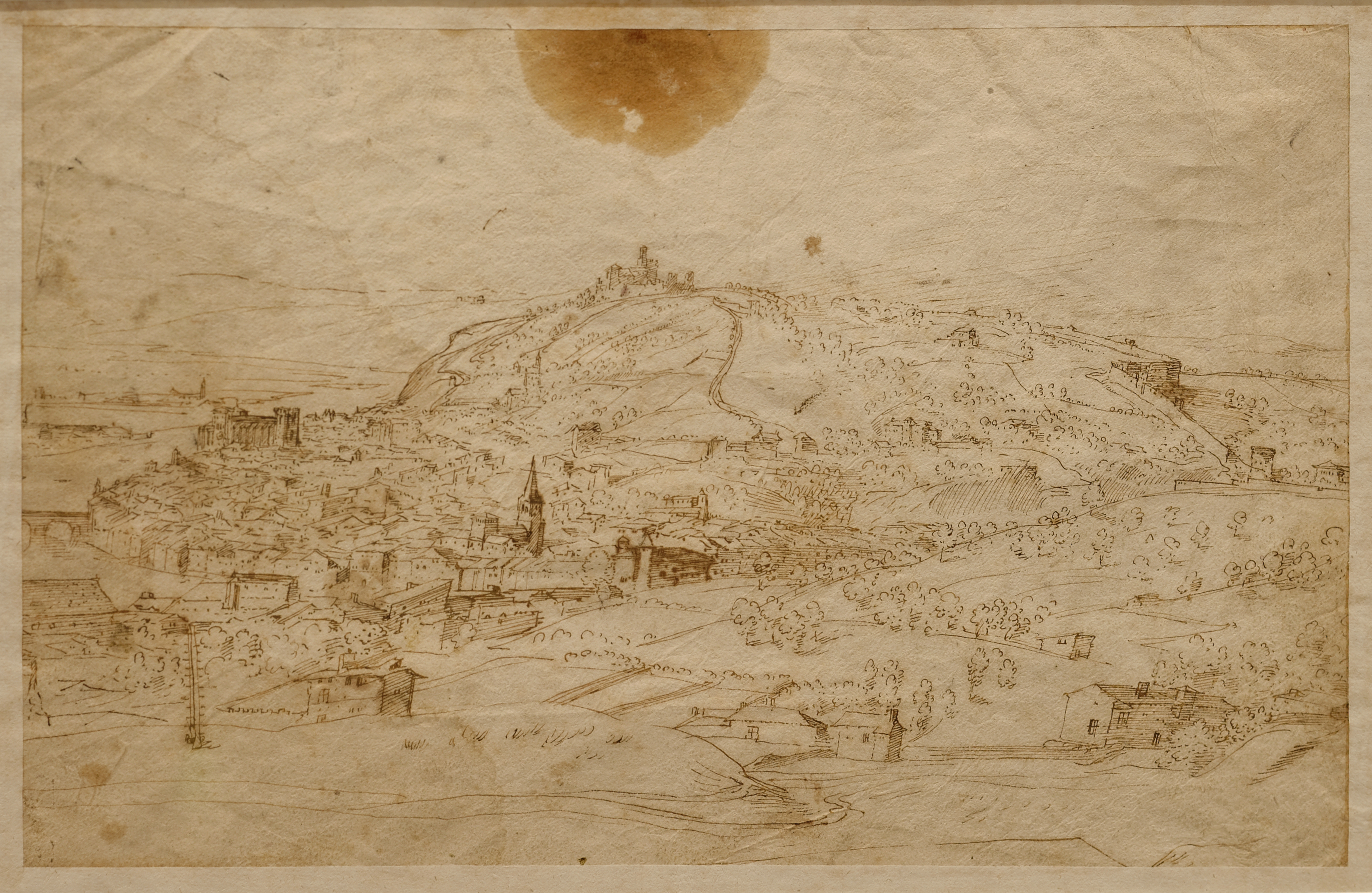
Lyon vu depuis la colline de la Croix-Rousse, plume et encre brune, Stuttgart, Staatsgalerie.

Hendrik Gijsmans est un dessinateur de paysage flamand né à Malines vers 1544 et décédé à Frankenthal vers 1611/1612. Son nom est associé à la mention Anonyme Fabriczy par Stijn Alsteens.

## Biographie
On sait très peu de choses de lui.
Il étudie les arts à Malines, il va à Anvers où il travaille peut être dans l'atelier de Gillis Mostaert. Il est inscrit à la guilde de Saint-Luc en 1580 et quitte la ville après sa conquête par les forces espagnoles en 1585. Il s'installe à Frankenthal en 1586 et y reste jusqu'à sa mort.

## Œuvres
Peu d'œuvres nous sont parvenues. L'essentiel est un carnet d'esquisses connus longtemps sous le terme d'anonyme Fabriczy, du nom de celui qui identifia l'unité du lot de feuillets séparés au XIXe siècle. Ces esquisses sont des vues de paysages et de villes. Il a notamment fait 5 dessins paysagers de Lyon, la plume et encre brune, daté d'avant 1562, compilé dans un carnet conservé à la Staatsgalerie de Stuttgart.

### Liste d'œuvres
- La Cathédrale Saint-Jean à Lyon vue depuis la colline de Fourvière, Plume et encre brune, Stuttgart, Staatsgalerie
- Lyon vu depuis la colline de la Croix-Rousse, plume et encre brune, Stuttgart, Staatsgalerie
- Le Château de Pierre-Scize à Lyon vu du nord, plume et encre brune, Stuttgart, Staatsgalerie
- L’Île Barbe, plume et encre brune, Stuttgart, Staatsgalerie
- Lyon vu depuis la colline de la Croix-Rousse, plume et encre brune, Stuttgart, Staatsgalerie